# Palo Verde (Kalifornija)
Palo Verde je naseljeno područje za statističke svrhe u američkoj saveznoj državi Kalifornija. Prema popisu stanovništva iz 2010. u njemu je živjelo 171 stanovnika.